# Stanisław Skwarczyński
Stanisław Skwarczyński, poljski general, * 17. november 1888, † 8. avgust 1981.